# Нехо II
Неко II (или Нехо II; Нехаон; умро 595. п. н. е.) је био египатски фараон од 610. до 595. године п. н. е. Припадао је Двадесетшестој египатској (саиској) династији. 

## Владавина
Неко је био син и наследник фараона Псаметиха I, оснивача династије. Свога оца наследио је око 610. године п. н. е. Египат се налазио у савезу са Асирским краљевством упереним против Вавилона под Набополасаром. Набополасар (уз помоћ медијског краља Кијаксара) 612. године п. н. е. осваја асирску престоницу Ниниву. Неко је пружио подршку Ашур-Убалиту II који се прогласио за асирског краља са центром у Харану. Ашур-Убалит је 609. године п. н. е. опкољен те Неко покреће поход на Сирију и Палестину са циљем ослобођења свог савезника. У ту сврху је основао и египатску морнарицу која је крстарила Средоземним и Црвеним морем. Њен задатак био је опскрбљивање дуж обале Средоземља. Јудејски владар Јосија, иначе вавилонски савезник, супротставио му се код Мегиде. У великој бици која је уследила, Јосија је поражен и убијен. Неко наставља са продором и осваја Кадеш. Прелази Оронт, а на крају и Еуфрат постајући тиме први фараон после Тутмеса III коме је то успело. Међутим, Вавилоњани за то време освајају Харан, а остаци асирске војске се склањају у Кархемиш. По повратку је свргао јудејског краља и на његово место поставио Јоакима. 
Неко је наставио са ратом против Вавилона и следеће године. Набополасар покреће нови поход, али се због болести повукао у Вавилон. Његову војску Неко је поразио без тешкоћа. Набополасар умире 605. године п. н. е. Наследио га је Набукодоносор који исте године покреће поход на египатско-асирске снаге код Кархемиша. У бици која је уследила, Набукодоносор односи велику победу. Египћани су се повукли са Леванта. Године 601. п. н. е. Набукодоносор покреће неуспешан поход на сам Египат. Неку је успело да поврати Газу. 
Сем ратова, Неко се упуштао и у амбициозне грађевинске подухвате. Након што је формирао египатску морнарицу, настојао је омогућити спајање морнарица у Средоземном и Црвеном мору. Због тога је започео изградњу најраније претече данашњег Суецког канала који би повезао Средоземно и Црвено море. Према Херодоту, Неко је напустио пројекат јер је 120.000 људи умрло приликом изградње. Канал ће један век касније довршити ахеменидски владар Дарије. Неко је финансирао феничанске поморце. Циљ њихове експедиције био је проналажење поморског пута између Црвеног и Средоземног мора. Феничани су тада први у историји опловили Африку. 